# Yom Kippur
Yom Kippur (en hebreu: יום כיפור) (en català: dia de l'expiació) o Yom HaKippurim (en hebreu: יוֹם כִּיפּוּר) és la celebració més important del calendari jueu (a part del sàbat). És l'últim dels yamim noraïm (ימים נוראים, dies terribles) i, com indica el seu nom, el propòsit del Yom Kippur és el penediment i l'expiació del pecat. Els jueus tradicionalment observen aquest dia sagrat amb una oració intensa i ràpida durant tot el dia, que sovint passen la major part del dia en serveis a la sinagoga.

## Etimologia
Yom (יוֹם) significa ‘dia’ en hebreu, i Kippur (כִּפּוּר) es tradueix per 'expiació'. La traducció de Yom Kippur és "El dia de l'expiació", però, aquesta traducció manca de precisió. El nom de Yom Kippur es basa en el verset bíblic Le 23:27 "... El dia deu del mes setè és el dia de l'Expiació. Convoqueu un aplec sagrat, dejuneu i presenteu una ofrena que serà cremada en honor del Senyor...". La traducció literal de 'kippurim' és una neteja. Yom Kippur és un dia jueu per expiar els pecats i netejar-se i purificar-se.

## Roix ha-Xanà i Yom Kippur
Yom Kippur és "el desè dia del [setè] mes" (tixrí) i també es coneix com el "Sabbath of Sabbaths Roix ha-Xanà (anomenat a la Torà com Yom Teruah) és el primer dia d'aquest mes segons el calendari hebreu, és a dir; entre finals de setembre i principis d'octubre al calendari gregorià. Yom Kippur completa el període anual conegut en el judaisme com els Grans Dies Sants o Yamim Nora'im ("Dies de temor") que comença amb Roix ha-Xanà. Els deu dies que van des de Roix ha-Xanà fins a Yom Kippur corresponen al període de 40 dies que Moisès va estar a la muntanya rebent el segon joc de taules.

## Llibres celestials oberts
Segons la tradició jueva, Déu inscriu el destí de cada persona per a l'any que ve en un llibre, el Llibre de la vida, sobre Roix ha-Xanà, i espera fins que Yom Kippur "segelli" el veredicte. Durant els Dies de temor, un jueu intenta modificar el seu comportament i demanar perdó pels errors comesos contra Déu (bein adam leMakom) i contra altres éssers humans (bein adam lechavero). La tarda i el dia de Yom Kippur es reserven per a peticions públiques i privades i confessions de culpabilitat (Vidui). Al final de Yom Kippur, hom espera que Déu els hagi perdonat.

## Servei de pregària
El servei d'oració de Yom Kippur inclou diversos aspectes únics. Un és el nombre real de serveis d'oració. A diferència d'un dia habitual, que té tres serveis d'oració (Ma'ariv, l'oració del vespre; Shacharit, l'oració del matí; i Mincha, l'oració de la tarda), o un Shabbat o Yom Tov, que tenen quatre serveis d'oració (Ma'ariv; Shacharit; Mussaf, the l'oració addicional i Minjá), Yom Kipur té cinc serveis d'oració (Ma'ariv; Shacharit; Musaf; Mincha; i Neilà (judaisme), l'oració de cloenda). Els serveis d'oració també inclouen confessions públiques i privades de pecats (Vidui) i una pregària única dedicada a l'avodah (servei) especial de Yom Kippur del Kohen Gadol (Summe Sacerdot) al temple sagrat de Jerusalem.

## Observança
Com una de les festes jueves més significatives culturalment, Yom Kippur és observat per molts jueus seculars que potser no observen altres festes. Molts jueus seculars assisteixen a la sinagoga per Yom Kippur —per a molts jueus seculars, els Alts Dies Sagrats són les úniques èpoques de l'any durant els quals assisteixen a la sinagoga— fent que la presència a la sinagoga es dispari.

### Dia anterior

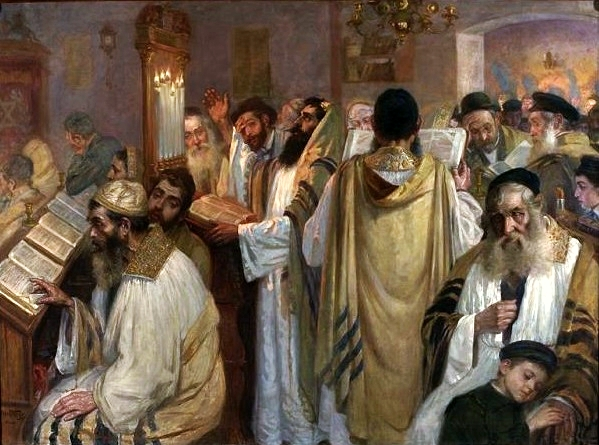
A la vigília de Yom Kippur de Jakub Weinles

Erev Yom Kippur (lit. "vigília del dia de l'expiació") és el dia anterior a Yom Kippur, corresponent al novè dia del mes hebreu de Tishrei. Aquest dia es commemora amb oracions matinals addicionals, demanant perdó als altres, donant caritat, realitzant el ritual kapparot, un prolongat servei de pregària a la tarda i dos menjars festius.

### Observances generals
El Le 16:29 obliga a establir aquest dia sagrat el dia 10 del setè mes com a dia d'expiació pels pecats. L'anomena el dissabte dels dissabtes i un dia en què s'ha d'afligir l'ànima.
El Le 23:27 decreta que Yom Kippur és un estricte dia de descans.
Tradicionalment s'observen cinc prohibicions addicionals, tal com es detalla a la tradició oral jueva (Mishnah tractat Yoma 8: 1 del Mixnà).
El número cinc és un número definit, relacionat amb:
1. A la secció de Yom Kippur de la Torà, la paraula ànima apareix cinc vegades.
2. L'ànima es coneix amb cinc noms separats: ànima, vent, esperit, vivent i únic.
3. A diferència dels dies normals, que tenen tres serveis d'oració, Yom Kipur té cinc Maariv, Shacharit, Musaf, Mincha i Neilà
4. El Kohen Gadol va esbandir-se al micvé (bany ritual) cinc vegades a Yom Kippur.[14]

Les prohibicions són les següents:
1. No menjar ni beure
2. No calçar sabates de cuir
3. Sense bany ni rentat
4. Cap unció amb perfums ni locions
5. Sense relacions matrimonials

S'ha establert un paral·lelisme entre aquestes activitats i la condició humana segons el relat bíblic de l'expulsió del jardí de l'Edèn. Abstenir-se d'això representa simbòlicament un retorn a un estat verge de relleu a la puresa de l'existència edènica i, per tant, simbòlicament s'evita allò que va sorgir com a necessitat només després de l'exili de l'Eden: el relat de l'Eden explica que Déu va dir "espines i els cards creixeran a la teva manera ... la serp alçarà el cap (per mossegar-te) i et donaràs el taló (per aixafar-lo) "i, per tant, en la nova existència postedènica es va fer necessari portar sabates de protecció fortes, per tant, s'eviten a Yom Kippur (vegeu l'article per obtenir detalls). La història de l'Edèn també indica que, a diferència del menjar i la beguda lliures d'Edèn, caldrà treballar per a això "amb la suor del front", de manera que els menjars i les begudes s'abstinguin de Yom Kippur, a més de rentar-se, i l'ús de cosmètics per eliminar la suor o la seva olor, etc.
L'abstenció total de menjar i beguda, així com de mantenir les altres tradicions, comença al capvespre i acaba després de la nit de l'endemà. Cal afegir uns minuts al començament i al final del dia, anomenat tosefet Yom Kippur, il·luminat. "addició a Yom Kippur". Tot i que el dejuni és exigible a tots els homes sans de més de 13 anys o dones de més de 12 anys, es renuncia en cas de certes afeccions mèdiques.
En abstenir-se d'aquestes activitats, el cos està incòmode, però encara pot sobreviure. Es considera que l'ànima és la força vital d'un cos. Per tant, en fer que el cos sigui incòmode, l'ànima és incòmoda. Sentint dolor es pot sentir com se senten els altres quan tenen dolor. Aquest és el propòsit de les prohibicions.
Pràcticament totes les festes jueves impliquen menjars, però com que Yom Kippur implica dejuni, la legislació jueva exigeix menjar un àpat festiu i gran la tarda abans de Yom Kippur, després de l'oració de Mincha (tarda). Aquest àpat està destinat a compensar la impossibilitat de menjar un àpat abundant el dia de Yom Kippur, a causa de la prohibició de menjar o beure.
Portar roba blanca (o un kittel per als jueus asquenazites) és tradicional per simbolitzar la puresa d'aquest dia. Molts homes ortodoxos se submergeixen en un micvé el dia abans de Yom Kippur.
Per obtenir l'expiació de Déu, cal:
1. Pregar
2. Penedir-se dels pecats
3. Donar caritat

### Vespre
Abans de la posta de sol la vigília de Yom Kippur, els fidels es reuneixen a la sinagoga. L'Arca s'obre i dues persones en treuen dues Torà Sifrei (volutes de la Torà). Llavors ocupen els seus llocs, un a cada costat del Hazzan, i els tres reciten (en hebreu):
| « | Al tribunal del cel i al tribunal de la terra, considerem lícit pregar amb els transgressors. | » |

El cantor llavors canta l'oració del Kol Nidre (arameu: כל נדרי, traduït com: "Tots els vots "). Es recita en arameu. El seu nom "Kol Nidre" prové de les paraules inicials i tradueix "Tots els vots":
| « | Renunciem públicament a tots els vots personals que fem, a tots els juraments i promeses personals que farem entre aquest Yom Kippur i el proper Yom Kippur. Que siguin renunciats i abandonats a tots, nuls de ple dret, ni ferms ni consolidats. Que els nostres vots, penes i juraments personals no es considerin ni vots ni penes ni juraments. | » |

Aleshores, el líder i la congregació diuen junts tres vegades: "Que es perdoni tot el poble d'Israel, inclosos els desconeguts que viuen enmig seu, perquè tota la gent és culpable". Els rotllos del Torà es tornen a col·locar a l'arca i comença el servei nocturn de Yom Kippur.

### Serveis d'oració
Molts homes ortodoxos ashkenazis casats porten un kittel, una peça de vestir blanca per a les oracions de la nit a Yom Kippur, que en cas contrari s'utilitzava els homes el dia del casament. També porten un tallit (xal de pregària), que normalment es porta només durant els serveis del matí.
Els serveis d'oració comencen amb l'oració del Kol Nidre, que es recita abans de la posta de sol. Kol Nidre és una oració que es remunta a Palestina del segle ix. Es recita de manera dramàtica, abans de l'arca oberta, amb una melodia que es remunta al segle xvi. Després, el servei continua amb les oracions nocturnes (Ma'ariv o Arvit) i un servei ampli del Selihot.
El servei d'oració matinal va precedit de lletanies i peticions de perdó anomenades selihot; pel Yom Kippur, molts selichot es teixeixen a la litúrgia del Majzor (llibre de pregàries). Les oracions del matí són seguides per una oració addicional (Mussaf) com en totes les altres festes. Això és seguit per Minjá (l'oració de la tarda) que inclou una lectura (Haftarà) de tot el llibre de Jonàs, que té com a tema la història de la voluntat de Déu per perdonar els que es penedeixen.
El servei finalitza amb la pregària de Ne'ila ("tancament"), que comença poc abans de la posta de sol, quan es tancaran les "portes de l'oració". Yom Kipur arriba al final amb una recitació del Shemà Israel i plany del shofar, que marca la conclusió el dejuni.

#### Judaisme reformat
Les sinagogues reformistes solen experimentar la major assistència de l'any per Yom Kippur i Roix ha-Xanà per als serveis de culte. La filosofia d'oració de la reforma, tal com es descriu a la introducció del llibre de pregàries del dia sagrat del moviment, "Mishkan Hanefesh", és reflectir "diversos enfocaments teològics que permeten a una congregació diversa compartir experiències religioses ... amb un compromís amb la tradició reformista, així com [a] la tradició jueva més gran. " Una característica central d'aquests serveis de reforma és el sermó rabínic. "Durant més d'un segle i mig en el moviment reformista", escriu el rabí Lance Sussman, "els sermons de les Grans Festes van ser un dels esdeveniments més esperats de la vida de la sinagoga, especialment la vigília de la nit de Roix ha-Xanà i Kol Nidre".

### El penediment (Teshuva) i el confessional (Vidui)
El Talmud afirma: "Yom Kippur expia els que es penedeixen i no expia els que no es penedeixen". El penediment en el judaisme es fa mitjançant un procés anomenat Teshuva, que en la seva forma més bàsica consisteix a lamentar haver comès el pecat, a resoldre no cometre aquest pecat en el futur i confessar aquest pecat davant Déu. La confessió en el judaisme es diu Vidui (hebreu וידוי). També hi ha un manament de penedir-se per Yom Kippur. En conseqüència, Yom Kippur és únic per al confessional, o Vidui, que forma part dels serveis d'oració. D'acord amb l'exigència de penedir-se de Yom Kippur, els jueus reciten el Vidui complet un total de 9 vegades: una vegada durant Mincha la vigília de Yom Kippur i el mateix Yom Kippur durant Ma'ariv (2 vegades), Shacharit (2 vegades), Musaf (2 vegades) i Mincha (2 vegades); a Ne'eilah, només es diu el confessionari curt. La primera vegada en cada servei té lloc durant la recitació personal de l' Amidah (de peu, pregària silenciosa) i la segona vegada durant la repetició de l'Amidah del cantor (excepte durant la Mincha anterior), en una recitació pública.
El confessional de Yom Kippur consta de dues parts: una breu confessió que comença amb la paraula Ashamnu (אשמנו, "hem pecat"), que és una sèrie de paraules que descriuen el pecat ordenat segons l'aleph-bet (ordre alfabètic hebreu) i una llarga confessió, començant per les paraules Al Cheyt (על חטא, "per al pecat"), que és un conjunt de 22 acròstics dobles, també disposats segons l'aleph-bet, enumerant una sèrie de pecats.

### Avodah: recordant el servei del Temple
Una recitació del servei sacrificial del temple de Jerusalem apareix tradicionalment de manera destacada tant en la litúrgia com en el pensament religiós de la festa. Específicament, l'Avodah ("servei") de la pregària del Musaf relata amb gran detall les cerimònies de sacrifici del Korbanot de Yom Kippur (ofrenes de sacrifici) que es reciten a les oracions però que no s'han realitzat durant 2.000 anys, des de la destrucció del Segon Temple de Jerusalem pels romans.
Aquest protagonisme tradicional arrela en la descripció del Talmud babilònic de com aconseguir l'expiació després de la destrucció del temple. Segons el tractat del Talmud Yoma, en absència d'un temple, els jueus estan obligats a estudiar el ritual del gran sacerdot a Yom Kippur, i aquest estudi ajuda a aconseguir l'expiació per a aquells que no poden beneficiar-se de la seva actuació real. En el judaisme ortodox, en conseqüència, estudiar el ritual del temple a Yom Kippur representa una obligació positiva ordenada de manera rabínica que els jueus que busquen expiació han de complir.
A les sinagogues ortodoxes i moltes conservadores es recita el dia una descripció detallada del ritual del temple. En la majoria de les sinagogues ortodoxes i algunes conservadores, tota la congregació es postra en cada moment de la recitació on el Kohen Gadol (gran sacerdot) pronunciaria el Tetragrama (el nom més sagrat de Déu, segons el judaisme).
La secció principal de l'Avodah és una triple recitació de les accions del gran sacerdot pel que fa a l'expiació al Sancta sanctorum. Realitzant els actes de sacrifici i recitant Le 16:30, ("Els vostres fills rectes"). (Aquestes tres vegades, a més d'algunes congregacions, la pregària Aleinu durant el Musaf Amidà a Yom Kippur i Roix ha-Xanà, són les úniques vegades en els serveis jueus quan els jueus es prosternen, a excepció d'alguns jueus iemenites i talmedhei haRambam (deixebles de Maimonides) que poden prostrar-se en altres ocasions durant l'any. S'afegeix una gran varietat de poemes litúrgics, incloent-hi un poema que relata la brillantor del rostre del Kohen Gadol després de sortir del Sant dels Sants, que tradicionalment es creu que emet llum palpable d'una manera que es fa ressò del relat de la Torà sobre el rostre de Moisès després de descendir del Mont Sinaí, així com oracions per a la ràpida reconstrucció del Temple i la restauració del culte de sacrificis. Hi ha una gran varietat d'altres costums, com ara els gestos amb les mans per imitar l'aspersió de sang (un que s'escampa cap amunt i set cap avall per conjunt de vuit).
Les liturgies ortodoxes inclouen oracions que lamenten la incapacitat de realitzar el servei del Temple i sol·liciten la seva restauració, que les sinagogues conservadores generalment ometen. En algunes sinagogues conservadores, només el Hazzan (cantor) es troba totalment prostrat. Algunes sinagogues conservadores abrevien la recitació del servei d'Avodah en diversos graus, i d'altres l'ometen completament. Els serveis reconstruccionistes ometen tot el servei, ja que són incompatibles amb les sensibilitats modernes.

### Data de Yom Kippur
Yom Kippur cau cada any el 10è dia del mes jueu de Tishrei, que és 9 dies després del primer dia de Roix ha-Xanà. Pel que fa al calendari gregorià, la primera data en què pot caure Yom Kippur és el 14 de setembre, tal com va passar més recentment el 1899 i el 2013. L'últim Yom Kippur que es pot produir en relació amb les dates gregorianes és el 14 d'octubre, com va passar el 1967 i tornarà a succeir el 2043. Després del 2089, les diferències entre el calendari hebreu i el calendari gregorià faran que Yom Kippur caigui abans del 15 de setembre. Les dates del calendari gregorià per a les vacances recents i properes de Yom Kippur són:
- Plantilla:Moveable date
- Plantilla:Moveable date
- Plantilla:Moveable date
- Plantilla:Moveable date
- Plantilla:Moveable date
- Plantilla:Moveable date
- Plantilla:Moveable date
- Plantilla:Moveable date

## A la Torà
La Torà anomena el dia Yom HaKippurim (יוֹם הַכִּיפּוּרִים) i en ell el Le 23:27 decreta una prohibició estricta de treball i aflicció de l'ànima el desè dia del setè mes, conegut més tard com Tishrei. Les lleis de Yom Kippur s'esmenten en tres passatges de la Torà:
1. Le 16:1–34: Déu va dir a Moisès que li digués a Aaron que només pot entrar al santuari davant de la coberta que hi ha a l'arca quan Déu és present a la coberta en un núvol. Si Aaron vol entrar d'una altra manera, morirà. El desè dia del setè mes, Déu va dir que la gent no havia de treballar per netejar i expiar els seus pecats. El Kohen liderarà l'expiació de tota la gent.
2. Le 23:26–32: Déu va dir a Moisès que el desè dia del mes és el dia de l'expiació i serà sant. El poble ha de donar una ofrena de foc a Déu i no ha de treballar. Déu va dir a Moisès que qui treballa, Déu eliminarà l'ànima del seu poble. Aquest és un dia de descans complet des del vespre del novè dia del mes fins al vespre següent.
3. Nos 29:7–11: El desè dia del setè mes és un dia sagrat i no s'ha de treballar. Per a una ofrena d'elevació, cal sacrificar un toro, un moltó i set xais d'un any. A més, per oferir el pecat, cal sacrificar un mascle de cabra.[14]

### Interpretació midràsica
Tradicionalment, Yom Kippur es considera la data en què Moisès va rebre el segon conjunt de Deu Manaments. Es va produir després de completar els segons 40 dies d'instruccions de Déu. En aquest mateix temps, es concedí als israelites l'expiació pel pecat del vedell d'or; per tant, la seva designació com a Dia de l'expiació.

## Literatura mishnaica i talmúdica

### Servei del temple
El següent resum del servei del temple es basa en el relat religiós jueu tradicional descrit al tractat Yoma de Mishnah, que apareix als llibres de pregàries jueus tradicionals contemporanis per a Yom Kippur, i que es va estudiar com a part d'un servei de culte tradicional jueu a Yom Kippur.
Mentre el temple de Jerusalem estava en peu (des dels temps bíblics fins al 70 dC), el Kohen Gadol (Gran Sacerdot) va rebre el mandat de la Torà de realitzar un conjunt complex de serveis especials i sacrificis perquè Yom Kippur aconseguís l'expiació divina, la paraula "kippur" "que significa" expiar "en hebreu. Es considerava que aquests serveis eren les parts més importants de Yom Kippur perquè a través d'ells Kohen Gadol va fer expiació per a tots els jueus i el món. Durant el servei, els Kohen Gadol van entrar al Sant dels Sants al centre del temple, l'única època de l'any en què hi entrava algú. Fer-ho va requerir una purificació i preparació especials, incloses cinc immersions en una mikvé (bany ritual), i quatre canvis de roba.
Set dies abans de Yom Kippur, el Kohen Gadol va ser segrestat a la cambra del Paledrí del Temple, on va revisar (estudiar) el servei amb els savis familiaritzats amb el Temple, i va ser ruixat amb aigua de font que contenia cendres de la vedella vermella com a purificació. El Talmud (Tractat Yoma) també informa que va practicar el ritual d'ofrena d'encens a la cambra d'Avitnas.
El dia de Yom Kippur, el Kohen Gadol havia de seguir un ordre precís de serveis, sacrificis i purificacions:
- Oferta del matí (tamid): El Kohen Gadol realitzava per primera vegada l'ofrena diària (tamid) habitualment —que solen realitzar sacerdots ordinaris— amb vestits daurats especials, després de submergir-se en una micvé i rentar-se les mans i els peus.
- Canvi de roba 1: El Kohen Gadol es submergia en una mikva especial al pati del temple i es canviava amb robes especials de lli i es rentava les mans i els peus dues vegades, una vegada després de treure's les peces daurades i una vegada abans de posar-se les peces de lli.
- Vedell com a ofrena personal del pecat: El Kohen Gadol s'inclinava (va interpretar Semikha) i feia una confessió damunt el bou en nom seu i de la seva família, pronunciant el Tetragrama. La gent es prosternava quan ho escoltava. Després matava el toro com un xat (ofrena pel pecat) i recollia la seva sang en un bol.
- Loteria de les cabres: A la porta de l'Est (Nikanor), el Kohen Gadol sortejava d'una caixa dues cabres. Una era seleccionada "per al Senyor" i l'altre "per a Azazel". El Kohen Gadol lligava una banda vermella al voltant de les banyes de la cabra "per Azazel ".
- La cabra pel Senyor com a ofrena dels pecats dels Kohanim: El Kohen Gadol anava a l'extrem oriental del pati israelita prop de la porta Nikanor, posava les mans (semikha) sobre la cabra "per al Senyor" i pronunciava una confessió en nom dels Kohanim (sacerdots). La gent es prosternava quan es pronunciava el Tetragramma. Després matava la cabra i recollia la sang en un altre bol.
- Raspall de sang de cabra al Sant dels Sants: El Kohen Gadol agafava el bol amb la sang de cabra i tornava a entrar al Kadosh Hakadashim. Ruixava la sang de cabra amb el dit vuit vegades de la mateixa manera que havia esquitxat la sang del bou. La sang s'escampava davant l'Arca en els dies del Primer Temple, on hauria estat en els dies del Segon Temple. El Kohen Gadol llavors abandonava el Kadosh Hakadashim, posant el bol sobre un suport davant del Parochet (cortina que separava el Sant del Sant dels Sants).
- Esquitx de sang al Sant dels Sants: Dret al Hekhal (Holy), a l'altre costat del Parochet del Sant dels Sants, el Kohen Gadol treia la sang del toro de la grada i ruixava amb el dit vuit vegades en direcció al Parochet. Després agafava el bol amb la sang de cabra i ruixava vuit vegades de la mateixa manera, tornant-lo a posar al banc.
- Untura de sang a l'altar daurat (encens): El Kohen Gadol treia la sang de cabra del banc i la barrejava amb la sang del bou. Començant per l'angle nord-est, embrutava la barreja de sang a cadascun dels quatre cantons de l'altar daurat (encens) de l'Haichal. Després escampava vuit vegades la sang sobre l'altar.

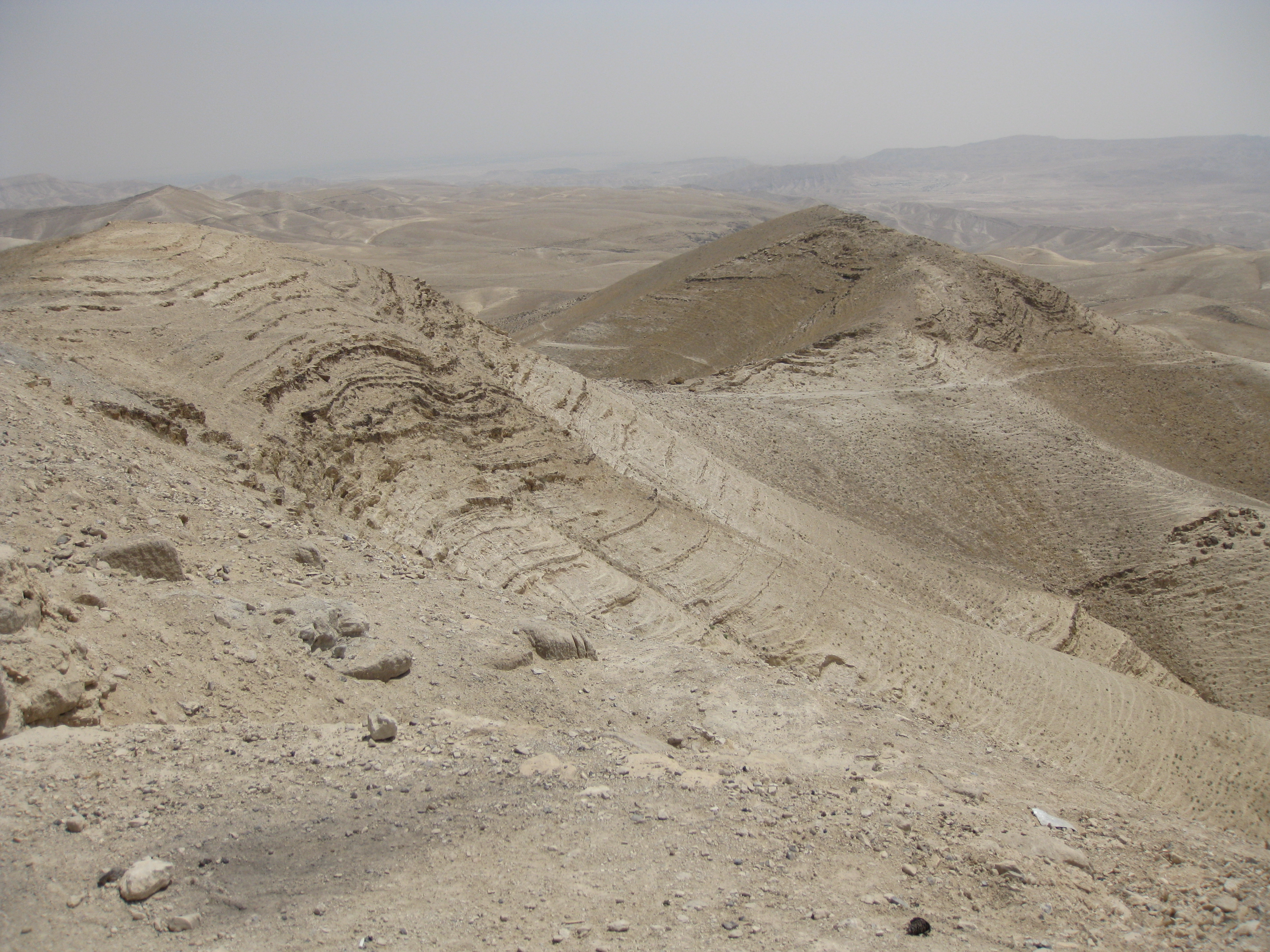
Penyassegats del Mont Azazel

- Cabra per Azazel: El Kohen Gadol abandonava l'Haichal i caminava cap al costat est de l'Azarah (pati israelita). A prop de la porta Nikanor, recolzava les mans (Semikha) sobre la cabra "per Azazel" i confessava els pecats de tot el poble d'Israel. La gent es prosternava quan va pronunciar el Tetragrama. Mentre feia una confessió general, les persones del temple confessaven en privat. El Kohen Gadol enviava la cabra "al desert". A la pràctica, per evitar el seu retorn a l'habitatge humà, la cabra era conduïda a un penya-segat fora de Jerusalem i empesa per la seva vora.
- Preparació d'animals sacrificats: Mentre la cabra "per Azazel" es conduïa al penya-segat, el Kohen Gadol treia la part interior del toro i entrellaçava els cossos del bou i la cabra. Altres persones portaven els cossos al Beit HaDeshen (lloc de les cendres). Eren cremats després que es confirmés que la cabra "per Azazel" havia arribat al desert.
- Lectura del Torà Després que es confirmés que la cabra "per a Azazel" havia estat expulsada del penya-segat, el Kohen Gadol passava per la porta de Nikanor a l'Ezrat Nashim (el pati de les dones) i llegia seccions de la Torà que descrivien Yom Kippur i els seus sacrificis.
- Canvi de roba 2: El Kohen Gadol es treia la roba de lli, es submergia a la micvé al pati del temple i es posava un segon joc de peces d'or daurades. Es rentava les mans i els peus tant abans de treure les peces de lli com després de posar-se les daurades.
- Ofrena dels bens: El Kohen Gadol oferia dos bens com a ofrena olah, sacrificant-los al costat nord de la platja de mizb (altar exterior), rebent la seva sang en un bol, portant el bol a l'altar exterior i escampant la sang al nord-est. i cantonades sud-oest de l'altar exterior. Desmembrava els bens i va cremava completament les parts a l'altar exterior. A continuació, oferia les ofrenes de mincha (gra) i nesachim (libacions de vi) que l'acompanyaven
- Oferta de Musaf: El Kohen Gadol oferia l'oferta de Musaf .
- Cremació de les entranyes: El Kohen Gadol col·locava la part interior del bou i la cabra a l'altar exterior i les cremava completament.
- Canvi de roba 3: El Kohen Gadol es treia la roba daurada, es submergia a la micvé i es canviava per un nou joc de roba de lli, rentant-se de nou les mans i els peus dues vegades.
- Eliminació de l'encens del Sant dels Sants: El Kohen Gadol tornava al Sant dels Sants i treia el bol d'encens i la pala.
- Canvi de roba 4: El Kohen Gadol es treia la roba de lli, es submergia a la micvé i es posava en un tercer joc de roba daurada, rentant-se les mans i els peus dues vegades.
- Oferta al vespre (tamid) : El Kohen Gadol completava la part de la tarda de l'oferta diària regular (tamid) amb les peces especials d'or. Es rentava les mans i els peus per desena vegada.

## El dia de l'Expiació
26 El Senyor va parlar encara a Moisès:

27 «El dia deu del mes setè és el dia de l'Expiació. Convoqueu un aplec sagrat, dejuneu i presenteu una ofrena que serà cremada en honor del Senyor.

28 Aquell dia no heu de fer cap mena de treball, perquè és el dia de l'expiació de les culpes, el dia que es fa a favor vostre el ritual d'expiació davant el Senyor, el vostre Déu.

29 Aquell dia, tothom qui no dejuni serà exclòs del poble d'Israel.

30 I jo mateix faré desaparèixer d'enmig d'Israel tot aquell qui faci algun treball aquell dia.

31 No feu cap mena de treball. Observeu perpètuament aquesta llei per totes les generacions, arreu on habiteu.

32 Per a vosaltres és un gran dia de repòs i de dejuni. Des del capvespre del dia nou fins al capvespre de l'endemà, guardareu el repòs.» Santa Bíblia, Levític (23:26-32)

## Observança a Israel

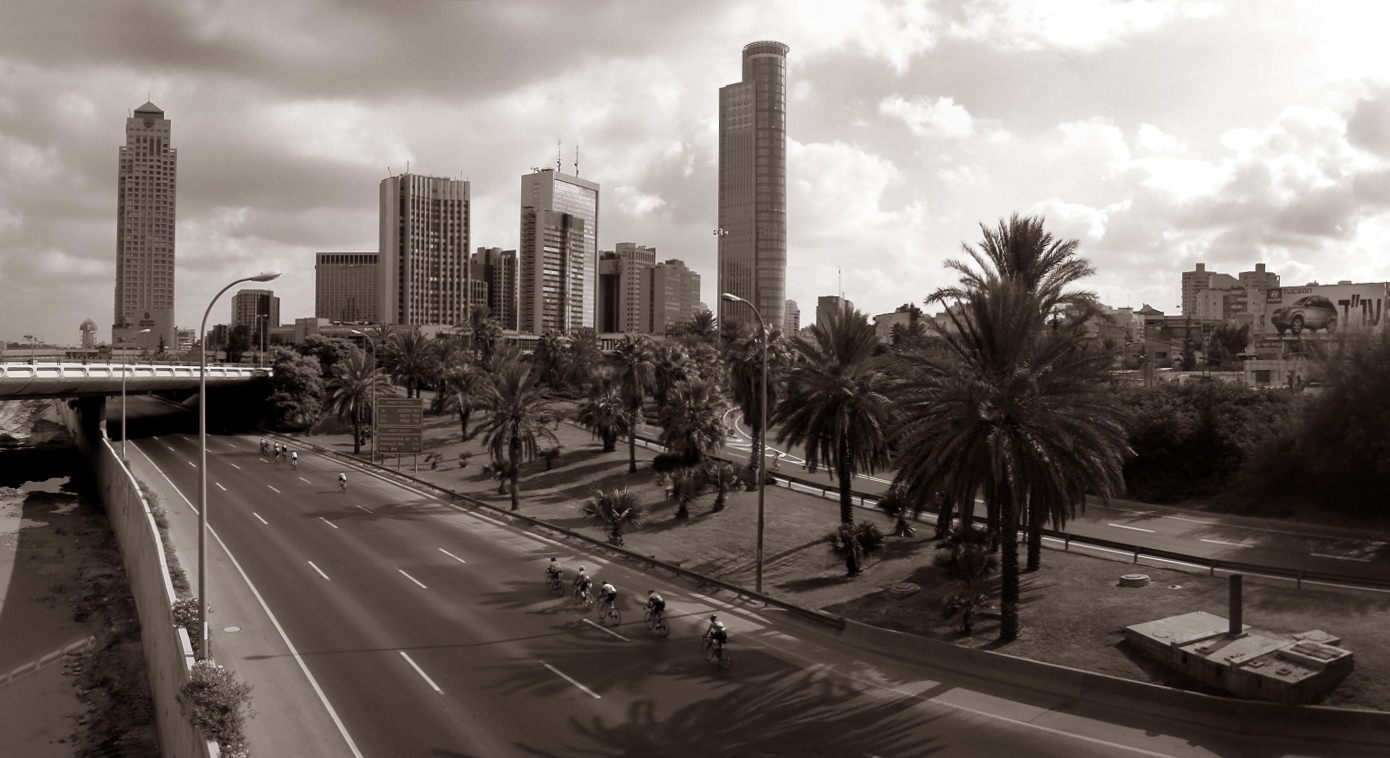
Autopista Ayalon a Tel-Aviv, buida de cotxes el Yom Kippur de 2004

Yom Kippur és una festa legal a l'estat modern d'Israel. No hi ha emissions de ràdio ni televisió, els aeroports estan tancats, no hi ha transport públic i totes les botigues i empreses estan tancades.
El 2013, el 73% del poble jueu d'Israel va declarar que tenia la intenció de dejunar a Yom Kippur. És molt comú a Israel desitjar "Tsom Kal" ([un] dejuni fàcil) o "Tsom Mo'il" ([a] que es beneficia ràpid) a tothom abans de Yom Kippur, fins i tot si no se sap si dejunarà o no.
Es considera descortès menjar en públic a Yom Kippur o fer sonar música o conduir un vehicle a motor. No hi ha prohibició legal per a cap d'aquestes, però a la pràctica aquestes accions s'eviten universalment a Israel durant Yom Kippur,, a excepció dels serveis d'emergència.
Durant les últimes dècades, la bicicleta i el patinatge en línia pels carrers buits s'han convertit en habituals entre els joves israelians laics, especialment la vigília de Yom Kippur a Tel-Aviv i Israel en general.
El 1973 es va fer sonar una sirena d'atac aeri la tarda de Yom Kippur i es van reprendre les emissions de ràdio per alertar la ciutadania de l'atac sorpresa a Israel per part d'Egipte i Síria que va iniciar la guerra del Yom Kippur.

## Observació per part dels esportistes

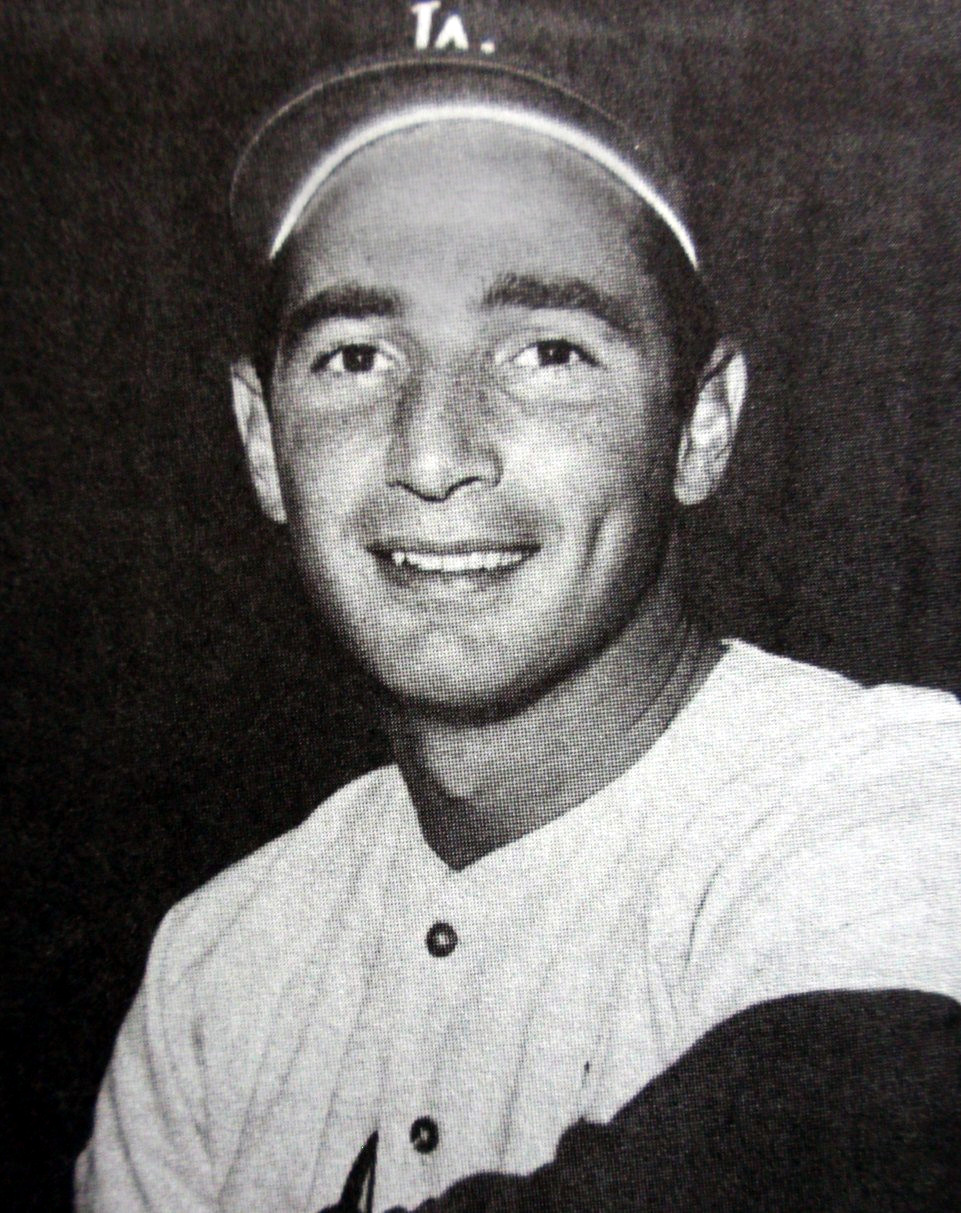
Sandy Koufax

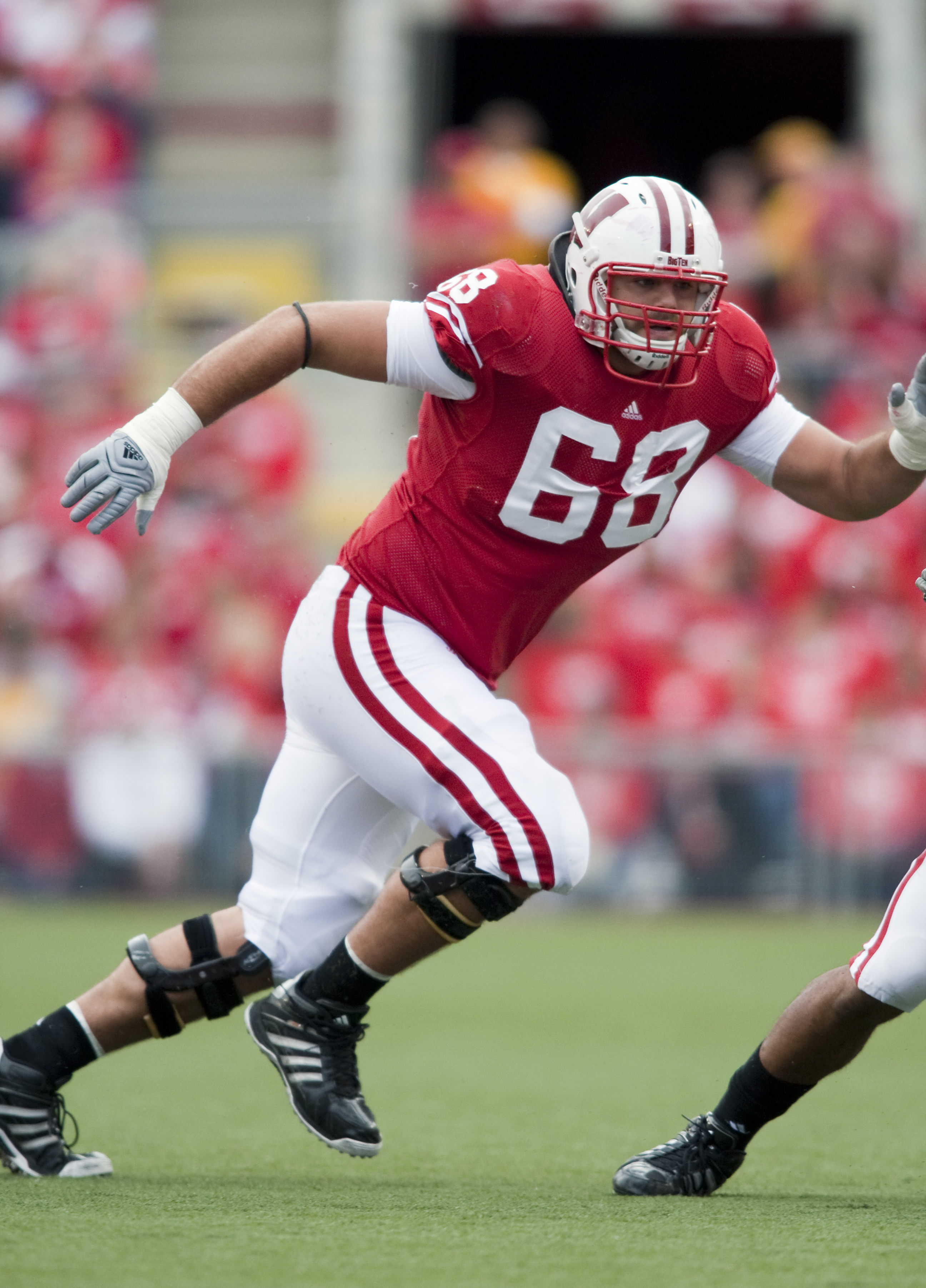
Gabe Carimi

Alguns atletes notables han observat Yom Kippur, fins i tot quan entrava en conflicte amb practicar el seu esport.
Al beisbol, Sandy Koufax, el llançador del Saló de la Fama, va decidir no llançar el primer joc de les World Series de 1965 perquè va caure en Yom Kippur. Koufax va atreure l'atenció nacional per la seva decisió, com a exemple del conflicte entre pressions socials i creences personals.
El primer base del Saló de la Fama, Hank Greenberg, va atreure l'atenció nacional el 1934, gairebé tres dècades abans, quan es va negar a jugar a beisbol a Yom Kippur, tot i que els Tigres estaven enmig d'una cursa de banderins i liderava la lliga de carreres de carreres. El columnista i poeta del Detroit Free Press Edgar A. Guest va escriure un poema titulat "Parlant de Greenberg", que acabava amb les línies " El trobarem a faltar al camp i el trobarem a faltar al ratpenat / Però és fidel al seu religió —i l'honoro per això » Quan Greenberg va arribar a la sinagoga de Yom Kippur, el servei es va aturar de sobte i la congregació va fer una ovació a Greenberg avergonyit.
De la mateixa manera, l'excampista de Los Angeles Dodgers, Shawn Green, va arribar als titulars el 2001 per no haver participat en un partit per primera vegada en 415 partits (aleshores la ratxa més llarga entre jugadors actius), en honor de Yom Kippur, tot i que una cursa de playoffs. Altres jugadors de beisbol que han participat de forma similar a Yom Kippur inclouen l'ex tercer base dels Boston Red Sox i del New York Yankees Kevin Youkilis, l'ex capturador dels Houston Astros i ex gerent de Los Angeles Angels, Brad Ausmus, i l'outfielder Art Shamsky.
Gabe Carimi, el jugador de l'esquerra nord-americana Consensus del futbol americà que va guanyar el Trofeu Outland del 2010 com a líder de l'interior col·legial de la nació, es va enfrontar a un conflicte en el seu primer any universitari el 2007. Aquell any Yom Kippur va caure un dissabte i va dejunar fins una hora abans que el seu partit de futbol contra Iowa començés aquella nit Carimi va dir: "La religió és una part de mi, i no vull dir només que sóc jueu. En realitat faig sacrificis que sé que són decisions difícils". El 2004, Matt Bernstein, defensor destacat a la Universitat de Wisconsin – Madison, va dejunar contra Yom Kippur, i després va trencar el dejuni al marge abans de precipitar-se 123 iardes en un partit contra Penn State.
El 2011, la golfista Laetitia Beck va rebutjar la sol·licitud d'adherir-se a la competició Invitational Tar-Heels de la UNC, perquè entrava en conflicte amb Yom Kippur. En lloc d'això, passava el dia dejunant i resant. Ella va dir: "El meu judaisme és molt important per a mi i ... a Yom Kippur, passi el que passi, he de dejunar". Boris Gelfand, el millor jugador d'escacs d'Israel, va jugar la seva partida al prestigiós Torneig d'Escacs del Gran Premi de Londres el 25 de setembre de 2012 (vigília de Yom Kippur) abans, per evitar jugar durant la festa.
El 2013, la Federació Internacional de Tennis va multar a l'Associació de Tennis d'Israel" més de 13.000 dòlars ... per les molèsties" d'haver de reprogramar un partit de tennis entre els equips israelià i belga que estava previst inicialment a Yom Kippur. Dudi Sela, el jugador número 1 d'Israel, va deixar el seu partit de quarts de final al tercer set de l'Open de Shenzhen de 2017 perquè pogués començar a observar Yom Kippur quan es va posar el sol, perdent un possible premi de 34.000 dòlars i 90 punts de classificació.
El lluitador professional Bill Goldberg s'ha negat notablement a lluitar contra un partit a Yom Kippur.

## Reconeixement per les Nacions Unides
A partir del 2016, les Nacions Unides reconeixen oficialment Yom Kippur, afirmant que a partir de llavors no es realitzaran reunions oficials el dia. A més, les Nacions Unides van declarar que, a partir del 2016, tindrien nou dies festius oficials i set festius flotants, dels quals cada empleat podria escollir-ne un. Es va afirmar que les vacances flotants seran Yom Kippur, Dia de Vesak, Diwali, Gurpurab, el Nadal ortodox, Divendres Sant ortodox i el Dia dels presidents. Aquesta va ser la primera vegada que les Nacions Unides van reconèixer oficialment qualsevol festa jueva.

## Estudis moderns
Segons estudiosos textuals, les regulacions bíbliques que cobreixen Yom Kippur es combinen a partir de diversos textos font, tal com indica la duplicació de la confessió sobre el bou, i la incongruència en un vers que afirma que el Gran Sacerdot no hauria d'entrar al Santíssim (amb la conclusió que hi ha excepcions per a certes festes explícitament identificades), i el següent vers que indica que poden entrar sempre que ho desitgin (sempre que es faci primer un ritual específic). Tot i que Rashi va intentar trobar una explicació harmònica per a aquesta incongruència, el Levític Rabbahsosté que va ser el cas que el gran sacerdot podia entrar en qualsevol moment si es duien a terme aquests rituals. Els estudiosos textuals argumenten que el ritual es compon de tres fonts i un parell d'addicions redaccionals:
rituals previs perquè el gran sacerdot pugui entrar al Sant dels Sants (en qualsevol ocasió), és a dir, una ofrena pel pecat i tota una ofrena, seguit del farciment del Sant dels Sants amb un núvol d'encens portant roba de lli
so;
normes que estableixen un dia anual de dejuni i descans, durant el qual es purifica el santuari i les persones, sense indicar el ritual per fer-ho;aquesta regulació és molt similar a la del Codi de Santedat
elaboracions posteriors de la cerimònia,, que inclouen l'aspergiment de sang al lloc de la pietat i l'ús d'un boc expiatori enviat a Azazel; la mateixa font també és responsable de petites alteracions de les normatives relacionades
les addicions redaccionals
Sobre la base de les seves suposicions, aquests estudiosos creuen que la cerimònia original era simplement la purificació ritual del santuari de qualsevol impuresa ritual accidental, al començament de cada nou any, tal com es veu al Llibre d'Ezequiel. Els estudiosos textuals daten aquesta cerimònia original abans de la font sacerdotal, però després de JE. Segons el Llibre d'Ezequiel, el santuari s'havia de netejar amb l'aspersió de sang de bou, el primer dia del primer i del setè me— prop de l'inici de l'any civil i de l'any eclesiàstic, respectivament; tot i que el text masorètic del Llibre d'Ezequiel té la segona d'aquestes neteges el setè del primer mes, els erudits bíblics consideren que la Septuaginta, que té la segona neteja com la primera del setè mes, és més precisa aquí. Sembla que durant el període en què es va escriure el Codi de Santedat i el Llibre d'Ezequiel, l'any nou va començar el desè dia del setè mes, i, per tant, els erudits bíblics liberals creuen que en aquell moment es va compilar el Codi Sacerdotal, la data del nou any i del dia de l'expiació s'havia canviat.